# Marie-Josée Ouimet
 (octobre 2024).
Pour les articles homonymes, voir Ouimet.
Marie-Josée Ouimet, est une auteure-compositrice-interprète originaire de l'Alberta. Elle dirige plusieurs chorales en plus d’enseigner le chant parallèlement à sa carrière d’auteure-compositrice-interprète.

## Biographie
Marie-Josée détient un Baccalauréat en musique de l’Université de l’Alberta et une maîtrise en direction chorale de la même institution. À l’automne 2019, elle a entamé ses études au Doctorat sous la tutelle des professeurs Laurier Fagnan et Tim Shantz.

## Carrière
Marie-Josée a tout d’abord conquis le grand public avec des prestations remarquées au Gala albertain de la chanson de 1997, puis au Chant’Ouest, à Vancouver, où elle a remporté le Prix du public la même année. En 2000, elle a lancé son premier disque compact nommé Mon clair de lune, suivi d'un deuxieme en 2003 titulé Parce que. En 2010 elle a lancé son premier album, L'heure bleue. 
Marie-Josée a travaillé en tant que coordonnatrice de projets pour le Centre de développement musical. Depuis des années, elle travaille aussi comme coach vocal pour de nombreuses activités musicales dans la communauté franco-albertaine telles que les Galalas, Polyfonik (anciennement le Gala albertain de la chanson), et le Chant’Ouest. Marie-Josée fait partie de l'équipe musicale de la Chorale Saint-Jean depuis 2015, et durant la saison 2016-2017, elle a travaillé avec la Chorale en tant que Directrice par intérim.
Elle est accompagnée sur scène d’un guitariste et d’un contrebassiste.